# Alexandra Schmitt
Anna Alexandrina „Alexandra“ Schmitt (* 30. Januar 1861 in Freiburg im Breisgau; † 16. Februar 1941 in Eisenach) war eine deutsche Schauspielerin.

## Leben und Wirken
Als Tochter des Schauspielers und Regisseurs Friedrich Wilhelm Schmitt und dessen Frau, der Schauspielerin Florentine geb. Müller, stand Alexandra Schmitt bereits im Alter von drei Jahren auf der Bühne des Stuttgarter Hoftheaters, wo ihr Vater Oberspielleiter war. Sie zog dann mit ihren Eltern an verschiedene andere Spielorte, darunter Bremen und Königsberg. Später wirkte sie in Bromberg, Thorn und Magdeburg und tourte mit einer Schauspielertruppe durch Westfalen.
Kurz vor der Jahrhundertwende kam Alexandra Schmitt nach Berlin, wo sie am Eden-Theater in der Dresdener Straße sowie unter der Direktion von Max Samst am Ostend-Theater (das spätere Rose-Theater) auftrat. In den 1910er Jahren spielte unter ihrer Leitung ein eigenes Ensemble in der Umgebung von Berlin. Weitere Stationen der Künstlerin waren das Staatstheater, das Deutsche Theater, das Lessingtheater, das Schillertheater und die Volksbühne.
Die meiste Zeit ihrer Bühnenlaufbahn bekam Alexandra Schmitt nur Komparsen- und Statistenrollen zugeteilt. Erst in den letzten Jahren ihres Wirkens wurde sie zusehends mit größeren Aufgaben betraut und erzielte beachtliche Erfolge bei Kritik und Publikum. Regisseur Jürgen Fehling besetzte sie am Staatstheater in einer Aufführung von Else Lasker-Schülers Die Wupper als Mutter Pius, weitere Engagements folgten. Die Kölnische Volkszeitung schrieb: „Ein halbes Jahrhundert hatte sie [Schmitt] warten müssen auf das Entdecktwerden. Nun hatte ihre Stunde geschlagen. Aus der namenlosen alten Statistin war eine Mutterspielerin hohen Grades geworden.“ Bis 1935 stand Alexandra Schmitt noch auf der Bühne. Ihre letzte Rolle war die Frigga in einer Aufführung von Die Nibelungen am Deutschen Theater.
Nachdem sie bereits etliche Jahre als Komparsin beim Film beschäftigt gewesen war, erhielt sie ab 1927 auch hier tragende Rollen und war wiederholt als Darstellerin von schwer geprüften Müttern auf der Leinwand zu sehen. Ihre bedeutendste und bekannteste Leistung wurde 1929 die Titelfigur in Piel Jutzis Mutter Krausens Fahrt ins Glück, die sich aus Verzweiflung über das persönliche und soziale Elend das Leben nimmt.
1939 übersiedelte Alexandra Schmitt von Berlin nach Eisenach, wo ihr Sohn Willie Schmitt Intendant am Stadttheater war. Ihren 80. Geburtstag konnte sie noch in geistiger Frische begehen, zwei Wochen später erlag sie jedoch den Folgen eines Gallensteinleidens.

## Filmografie (Auswahl)
- 1921: Der Graf, die Tänzerin und der Staatsanwalt[7]
- 1927: Pique Dame
- 1927: Kleinstadtsünder
- 1928: Hände hoch! Hier Eddy Polo
- 1928: Lotte
- 1928: Unter der Laterne
- 1928: Der Kampf ums Matterhorn
- 1928: Die schönste Frau von Paris
- 1929: Das brennende Herz
- 1929: Ich lebe für Dich
- 1929: Tagebuch einer Kokotte
- 1929: Der Ruf des Nordens
- 1929: Frühlingsrauschen
- 1929: Mutter Krausens Fahrt ins Glück
- 1931: Ihre Majestät die Liebe
- 1932: Galgenhumor (Kurzfilm)
- 1932: Flucht nach Nizza
- 1933: Mutter und Kind